# Боженцин (гміна)
Гміна Боженцин (пол. Gmina Borzęcin) — сільська гміна у південній Польщі. Належить до Бжеського повіту Малопольського воєводства.
Станом на 31 грудня 2011 у гміні проживало 8424 особи.

## Площа
Згідно з даними за 2007 рік площа гміни становила 102.73 км², у тому числі:
- орні землі: 68.00%
- ліси: 23.00%

Таким чином, площа гміни становить 17.41% площі повіту.

## Населення
Станом на 31 грудня 2011:
| Опис     | Загалом | Загалом | Чоловіки | Чоловіки | Жінки | Жінки |
| -------- | ------- | ------- | -------- | -------- | ----- | ----- |
| одиниця  | осіб    | %       | осіб     | %        | осіб  | %     |
| все      | 8424    | 100     | 4186     | 49.69    | 4238  | 50.31 |
| міське   | 0       | 100     | 0        |          | 0     |       |
| сільське | 8424    | 100     | 4186     | 49.69    | 4238  | 50.31 |

## Сусідні гміни
Гміна Боженцин межує з такими гмінами: Бжесько, Вешхославіце, Войнич, Дембно, Радлув, Щурова.